# 浑象
浑象，是中国古代一种表现天体运动的演示仪器，类似现代的天球仪。公元前4世纪，周朝战国时的石申、甘德最早制作浑象。
浑象与浑仪不同，浑象主要用于表演天象的变化；浑仪则用于测量天体黄、赤道坐标的观测仪器。北宋苏颂发明将浑象与浑仪合一的自动化机械化天文演示设置 -水运仪象台。浑象、浑仪和两者合一的仪象台，统称为浑天仪。
西汉宣帝甘露二年（公元前52年），大司农耿寿昌“铸铜为象，以测天文”。
東漢賈逵、傅安等在圓儀上加上黃道環，稱為“黃道銅儀”（公元103年詔書造“黃道銅儀”）。
117年東漢天文学家張衡创製浑象，用漏壶滴出的水发动齿轮，带动浑象绕轴旋转，并使浑象的转动与地球的周日运动相等，可以将天象准确的表示出来。
早期曾有木仪，《隋志》引吴太史令陈苗的话说：“先贤制木为仪，各曰浑天。”以后多为金属铸造。
十六国的前赵刘曜光初六年（323年），史官丞南阳孔挺曾铸造铜浑仪。北魏道武帝天兴初年（398年），太史令晁崇修浑仪，用以观测星象。1至明元帝永兴四年（412年），下诏造候部铁仪。
南北朝时，到宋文帝元嘉十三年（436年），太史令钱乐之铸造了一座浑天铜仪，实际上是一座浑象，即天球仪。元嘉十七年（440年）时，钱乐之又制作了一座小浑天。它的形制，亦是“象天运，而地在其中。” 依旧是“安二十八宿中外星官备足”。宋以后的梁代亦制作过浑天象。浑天象、浑象、浑天仪等，在名称上的区分并不严格，它们都是形象化的星图。它的功能与作用都比星图多，制作亦比星图困难。
南宋史學家李心傳於《建炎以來朝野雜記》甲集卷四有以下的記載：
渾天儀，古器也。舊京凡四座，每座約用銅二萬斤。至道儀在測驗渾儀所，皇祐儀在翰林天文局，熙寧儀在太史局天文院，元祐儀在合臺。紹興三年，工部員外郎晉陵袁正功獻渾儀木樣，命有司製之，太史局請折半製造，計用銅八千四百餘斤。詔工部侍郎提舉，後以巡幸不克成。時資州龍水縣士人張大橶以木為蓋天，言可備
軍幕中候驗。七年汞，席大光為制置大使，獻諸朝。其後，上在容中自作渾儀，然制差小。十四年四月，遂命 
有司製之，內侍邵諤領其事，久之乃成。三十二年，以授太史局焉。

## 水运浑象
汉朝（前202年）大司农耿寿昌于前52年发明了浑象，而东汉学者张衡（78年-139年）是第一位将一组由水车传动复杂齿轮用于驱动浑像这种动机付诸实现的科学家。这种水车的动力是由流入的水鐘提供持续不断的压力产生。后来张衡在储水器与流入容器间加了个额外的补偿水箱改进了水鐘。

## 水運儀象台
蘇頌在宋元祐元祐七年（1092年）制成「水運儀象台」。

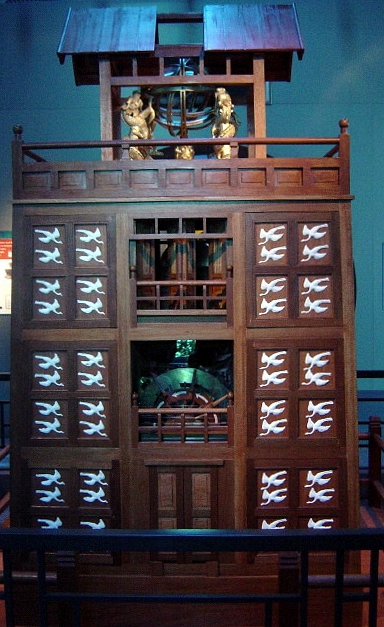
苏颂的水运仪象台比例模型

水運儀象台是一個類似於天文臺，高約12米，寬7米，上下分三層；上層是渾儀（天體測量之用），中層是渾象（天體運行演示），下層是司辰（自動報時器），全程用水力推動，可精確報時，李約瑟指這是歐洲天文钟的直接祖先。蘇頌於紹聖初年著《新儀像法要》一書，詳述水運儀象台的整體功能、零件150多種，60多幅插圖。